# Euphaedra congoensis
Euphaedra congoensis är en fjärilsart som beskrevs av Schmidt 1921. Euphaedra congoensis ingår i släktet Euphaedra och familjen praktfjärilar. Inga underarter finns listade i Catalogue of Life.